# Wolf Cove
Wolf Cove là một ban nhạc indie rock được thành lập tại Starkville, Mississippi vào năm 2012. Nó bao gồm các thành viên Clayton Waller, Ben Watson, và John William "Dub" White. Waller đến từ Jackson, Mississippi; Watson, từ Birmingham, Alabama; và White là ở Grenada, Mississippi. Họ gặp nhau khi theo học Đại học bang Mississippi ở Starkville.